# Bernhard Hansen
Bernhard Hansen (23. januar 1893 på Thurø – 8. maj 1976) var en dansk rektor.
Bernhard Hansen tog lærereksamen fra Odense Seminarium i 1915. Derefter tog han fiskeskippereksamen og studentereksamen, bestod filosofikum på universitetet i København, dernæst årskursus på Statens Lærerhøjskole og mange andre kurser i ind- og udland. 1915-17 var han lærer ved Horns Herreds Realskole, 1918-20 ved Græsted Kommuneskole, 1920-22 ved Gilleleje kommunale Realskole, 1934-37 overlærer ved Mulernes Legatskole i Odense, 1937-1941 skoleinspektør i Sønderborg.
I 1922 kom Bernhard Hansen første gang til Flensborg som lærer på Tivoli-Skolen (1. april–1. oktober) og Duborg-Skolen (1. oktober 1922-31. marts 1934), de tre sidste år som inspektør. Efter et par ansættelser i kongeriget blev Bernhard Hansen fra 1. april 1941 rektor for Duborg-Skolen (frem til 1946) og samtidig skolekonsulent (svarende til nutidens skoledirektør) for Dansk Skoleforening for Flensborg og Omegn, hvilken sidste stilling han havde indtil 1961.